# Église Saint-Épain de Saint-Épain
L'église Saint-Épain est une église catholique située à Saint-Épain, en France.

## Localisation
L'église est située dans le département français d'Indre-et-Loire, sur la commune de Saint-Épain, rue de la Prévôté.

## Historique
L'église est classée au titre des monuments historiques le 15 novembre 1913.